# Heterelmis obscura
Heterelmis obscura är en skalbaggsart som beskrevs av Sharp. Heterelmis obscura ingår i släktet Heterelmis och familjen bäckbaggar. Inga underarter finns listade i Catalogue of Life.